# Аванесов Георгій Андрійович
Гео́ргій Андрі́йович (Амбарцу́мович) Аване́сов (21 червня 1922, Луганськ — 17 жовтня 1982, Ворошиловград, нині Луганськ) — український диригент.

## Біографічні дані
1948 закінчив Луганське музичне училище, відтоді — його викладач.

## Творча діяльність
Від 1945 — організатор і художній керівник самодіяльного орекстру народних інструментів Будинку культури Луганського тепловозобудівного заводу. З цим оркестром пов'язана вся творча діяльність Аванесова. За роки його керівництва оркестр здобув звання народного самодіяльного, а 1967 — звання «Заслужений оркестр УРСР». 1987 оркестру надано ім'я Аванесова.

## Звання та нагороди
- 1978 — заслужений діяч мистецтв УРСР.
- Нагороджено орденом Трудового Червоного Прапора та медалями.